# Фазильман (озеро)
Фазильма́н (узб. Fozilmon/Фозилмон) или Сентябку́ль (узб. Sintobko‘l/Синтобкўл) — горное озеро в Нуратинском районе Навоийской области Узбекистана.
Благодаря живописным видам Фазильман является объектом туризма.

## Расположение
Озеро Фазильман находится в горах Нуратау, у гребня хребта, к северо-западу от вершины Кичик-Фазильман. Местность близ озера представляет собой плато.

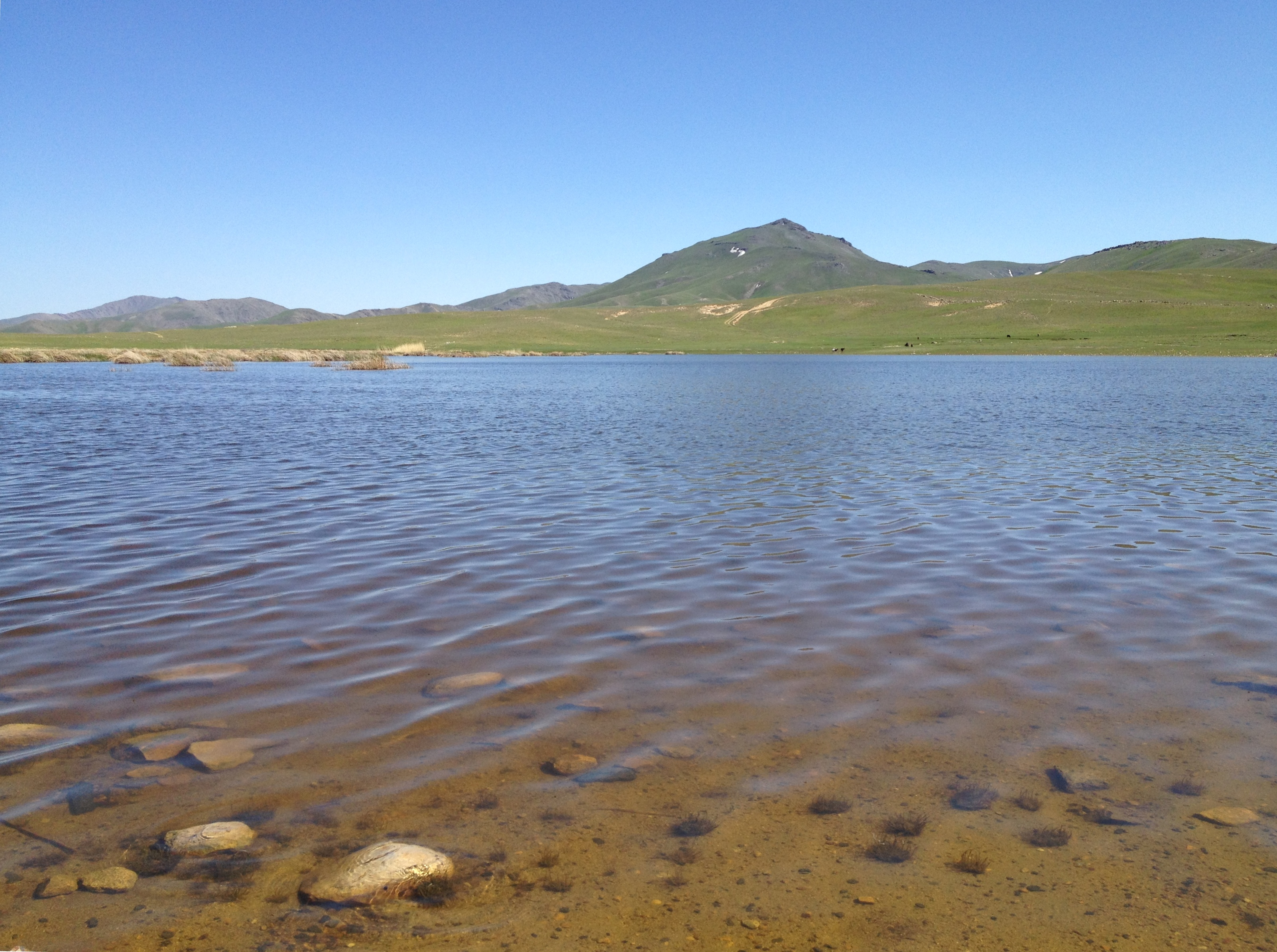
Волны на озере Фазильман

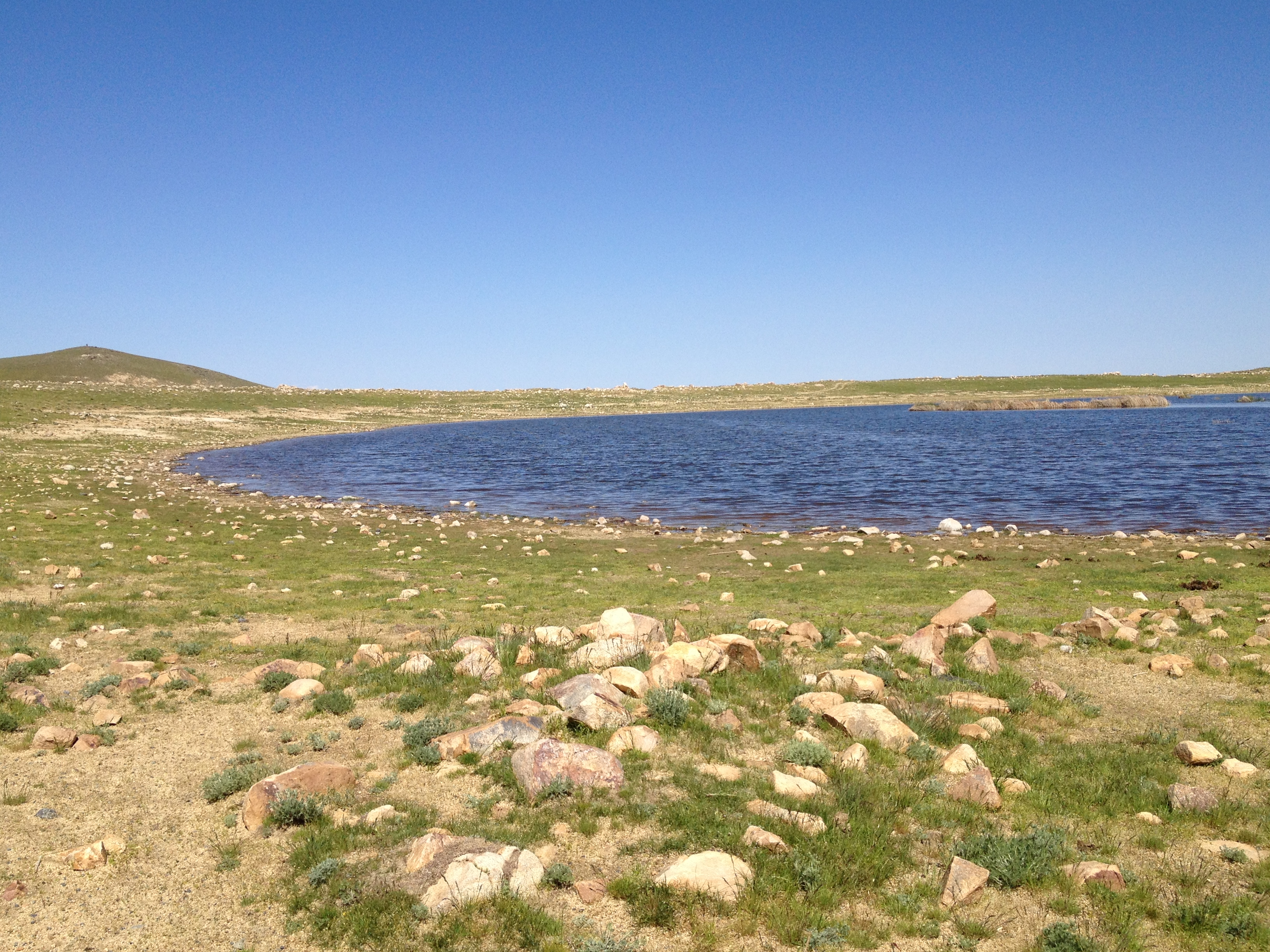
Северный берег озера Фазильман

Сентябкуль расположен на землях кишлака Сентяб (Нуратинский район Навоийской области), являясь высшей точкой населённого пункта (у восточного берега озера имеются летники и могила, на южном берегу — развалины). Вдоль южного берега озера проходит тропа, которая отходит с востока от жилой застройки Сентяба, а с запада — от кишлака Сап.
Южный берег озера соприкасается с административной границей Навоийской и Джизакской областей.

## Физико-географические характеристики
Фазильман имеет овальную форму, вытянутую с северо-запада на юго-восток. Длина водоёма составляет 300 м, ширина — 150 м. Глубина озера равна 1,5 м. Согласно топографическим картам Генерального штаба, высота уреза воды составляет 1643,0 м; согласно «Национальной энциклопедии Узбекистана» — 1615 м.
По типу минерализации является пресным. Поверхностного стока не имеет.

## Фауна
В водоёме обитает озёрная лягушка.
В период зимовки и сезонных миграций на плато близ Фазильмана останавливаются стаи серого гуся численностью в несколько десятков особей. Здесь они отдыхают и кормятся.

## Туризм
Озеро Сентябкуль имеет живописный вид. Наряду с другими природными и историческими достопримечательностями Нуратау оно вызывает постоянный интерес туристов, приезжающих в Сентяб.